# (6587) Brassens
(6587) Brassens es un asteroide perteneciente al cinturón de asteroides descubierto el 27 de noviembre de 1984 por el equipo del Centro de Investigaciones en Geodinámica y Astrometría desde el Sitio de Observación de Calern, Caussols, Francia.

## Designación y nombre
Designado provisionalmente como 1984 WA4. Fue nombrado en memoria de Georges Brassens (1921-1981),cantautor francés, exponente relevante tanto de la chanson française como de la trova anarquista del siglo XX.

## Características orbitales
Brassens está situado a una distancia media del Sol de 2,455 ua, pudiendo alejarse hasta 2,616 ua y acercarse hasta 2,295 ua. Su excentricidad es 0,065 y la inclinación orbital 4,914 grados. Emplea 1405,38 días en completar una órbita alrededor del Sol.

## Características físicas
La magnitud absoluta de Brassens es 13,78. Tiene 4,111 km de diámetro y su albedo se estima en 0,456. 